# Stéphanos Skouloúdis
Stéphanos Skouloúdis (en grec moderne : Στέφανος Σκουλούδης) est un homme politique grec né le 23 novembre 1836 à Constantinople et décédé le 20 août 1928. Il est Premier ministre de Grèce de novembre 1915 à juin 1916.
Il fonde la Banque de Constantinople avec Andréas Syngrós.
Il participe aux négociations de paix à la fin de la Première Guerre balkanique, aux côtés d'Elefthérios Venizélos, à Londres au palais Saint James.
Il est membre de  la Franc-maçonnerie et de 1867 à 1882, il est Grand maître de la Grande loge anglaise de Turquie et il est un ami personnel du roi Édouard VII, qui est Grand maître de la Grande loge unie d'Angleterre de 1875 à 1901. 

## Note
1. ↑  Evstathiou Diakopoulou, O Tektonismos stin Ellada (La Franc-maçonnerie en Grèce), Ionios Philosophiki, Corfou, 2009, p. 183.